# Friedrich Maurer (handbollsspelare)
Friedrich "Fritz" Maurer, född 18 juni 1912, död 10 juli 1958, var en österrikisk handbollsspelare.
Maurer blev olympisk silvermedaljör i handboll vid sommarspelen 1936 i Berlin.